# Walter Forster (Schauspieler)
Walter Gerhard Forster (* 23. März 1917 in Campinas, Brasilien; † 3. September 1996 in São Paulo, Brasilien) war ein brasilianischer Schauspieler, Hörfunk- und Fernsehmoderator.

## Leben
Forsters Großeltern väterlicherseits waren aus Deutschland nach Brasilien eingewandert, seine Mutter stammte aus der deutschsprachigen Schweiz. Von 1935 an war er Sprecher und nachfolgend auch Redakteur bei verschiedenen Rundfunksendern im Bundesstaat São Paulo. 1950 gründete die Rundfunkanstalt Rádio Tupi das erste Fernsehprogramm in Brasilien, TV Tupi, das am 18. September 1950 in São Paulo auf Sendung ging. Als künstlerischer Direktor von Rádio Tupi war Walter Forster maßgeblich an der Planung, Organisation und Programmgestaltung des ersten Fernsehsenders des Landes beteiligt. Auf Forsters Idee geht die erste Telenovela der Fernsehgeschichte, Sua Vida Me Pertence, zurück, die vom 21. Dezember 1951 an in 25 Folgen an zwei Tagen pro Woche von TV Tupi ausgestrahlt wurde. Forster war nicht nur Autor und Regisseur dieser Novela, sondern stand auch als Darsteller vor der Kamera. Neben seiner nun folgenden Tätigkeit als Moderator, Autor und Entwickler von Sendungen bei verschiedenen Fernsehanstalten blieb Forster weiterhin auch dem Hörfunk als Moderator treu. Zusätzlich trat er seit Mitte der 1960er-Jahre auch als Schauspieler in Telenovelas und Spielfilmen auf. Nachdem im Jahr 1983 seine Ehefrau, mit der er seit 1942 verheiratet war und mit der er zwei Kinder hatte, verstorben war, zog sich Forster weitgehend aus seiner regelmäßigen Rundfunk- und Fernsehtätigkeit zurück, nahm aber noch zahlreiche Engagements als Schauspieler an.  

## Filmografie

### Telenovelas (Auswahl)
- 1951–52: Sua Vida Me Pertence
- 1965: O Caminho das Estrelas
- 1968–69: Beto Rockfeller
- 1972–73: Vitória Bonelli
- 1974–75: Ídolo de Pano
- 1982: Maria Stuart
- 1983: Maçã do Amor
- 1987: Helena
- 1995: Sangue do Meu Sangue

### Spielfilme (Auswahl)
- 1966: Rio, Verão & Amor
- 1969: Os Paqueras
- 1971: Abenteuer mit Onkel Manuelo (Aventuras com Tio Maneco)
- 1978: As Amantes de Um Homem Proibido
- 1982: Amor Estranho Amor
- 1986: Além da Paixão
- 1987: Eu
- 1993: Alma Corsária